# Betinget samopståen
Betinget samopståen el. "Årsagskæden" (Sanskrit: प्रतीत्यसमुत्पाद pratītyasamutpāda; Pali: पटिच्चसमुप्पाद paṭiccasamuppāda) er en grundlæggende del af den buddhistiske lære (Dharma). Den søger at klarlægge, hvorledes individuel lidelse opstår, samt hvordan man får bragt den til ophør.
For en fyldestgørende klarlægning af den betingede samopståen er det formålstjenligt at se de illustrationer, der findes på blandt andet Tibetanske tempeldraperier. Sådanne draperier kaldes "bhavachakra" på sanskrit.
Der er tolv led i den betingede samopståen:
1. Uvidenhed: Ikke at kende De Fire Ædle Sandheder.
2. Karmiske dannelser: Kropslige, verbale og og mentale karmiske dannelser.
3. Bevidsthed: øje-bevidsthed, næse-bevidsthed, tunge-bevidsthed, krops-bevidsthed, intellekt-bevidsthed.
4. Mental-materie-sammenhæng: Følelse, opfattelse, intention, kontakt og opmærksomhed hører til det mentale plan, de fire elementer og deres form hører til materien.
5. De seks sanse-baser: øjne, ører, næse, tunge, krop, intellekt.
6. Kontakten: øje-kontakt, øre-kontakt, næse-kontakt, tunge-kontakt, krops-kontakt, intellekt-kontakt.
7. Følelser: følelser, som stammer fra øje-kontakt, øre-kontakt, næse-kontakt, tunge-kontakt, krops-kontakt, intellekt-kontakt.
8. Livstørsten: tørst efter former, tørst efter lyde, tørst efter dufte, tørst efter smage, tørst efter at mærke, tørst efter idéer.
9. Klyngen: klyngen sig til sanserne, til synspunkter, til leveregler og udøvelse, og klyngen sig til sig selv.
10. Tilblivelses-proces: i den formløse verden, sanseverdenen eller i formverdenen.
11. (Gen)fødsel: at føde, nedkomme, blive til, komme frem, fremkommen af aggregater (khandhas), at bruge sanse-baserne uanset hvilket væsen, man er.
12. Alderdom og død: aldring, hensygnen af livskraft, svækkelse, død, uanset hvilket væsen, man er.

Det ser ud til, at det efterfølgende led opstår som en virkning af det foregående, en kæde af årsag-virkning. Dette er imidlertid ikke rigtigt. De 12 led opstår samtidig, og de betinger gensidigt hinanden, hvilket kan ses deraf, at man lige så godt kan læse årsagskæden bagfra.